# Fußball in Guadalajara
Durch das Eintreffen einiger junger Franzosen und eines Belgiers wurde der Fußball in Guadalajara, der zweitgrößten Stadt Mexikos, bereits zu Beginn des 20. Jahrhunderts eingeführt.
Obwohl Guadalajara als eine fußballerische Talentschmiede gilt, die unter anderem Chicharito hervorgebracht hat, litten die dortigen Vereine vor Einführung des Profifußballs immer wieder unter der Abwerbung einiger ihrer besten Spieler durch finanzkräftige Vereine aus Mexiko-Stadt; denn einige von diesen missachteten den gültigen Amateurstatus und zahlten den Spielern Gehälter bzw. gewährten ihnen andere Vergünstigungen. Der hartnäckigste und erfolgreichste Werber war General Aguirre, der den von ihm gegründeten Militärverein Marte gleich mit mehreren Leistungsträgern aus Guadalajara verstärkte.

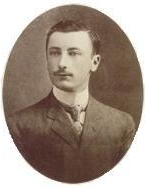
Der Belgier Edgar Everaert hatte maßgeblichen Anteil an der Entwicklung des Fußballs in Guadalajara.

## Die Anfänge des Fußballs in Guadalajara
Am 15. September 1904 traf der in Brügge geborene Edgar Everaert in Guadalajara ein und rief bald zusammen mit einigen französischen Freunden wie Calixto Gas einen Fußballverein ins Leben, der am 8. Mai 1906 unter der Bezeichnung Club Unión das Licht der Welt erblickte. Als Vereinsfarben wurden Rot, Weiß und Blau gewählt, die sowohl die französischen Nationalfarben sind als auch die Farben der Stadt Brügge, der Herkunft Everaerts. Benannt war der Verein zunächst nach der Avenida Unión; jener Straße, an der die jungen Männer in ihrer Anfangszeit dem Ball hinterherjagten.
Auf demselben Gelände praktizierten einige junge Männer des ebenfalls 1906 gegründeten Atlético Occidental zur selben Zeit Baseball und schauten in einer Spielpause dem Treiben auf dem Nachbarplatz zu. Sie fanden Gefallen an dem für sie fremden Sport und verabredeten sich spontan zu einem Freundschaftsspiel, das die schon länger in diesem Sport erfahrenen Spieler des Club Unión für sich entschieden. Diese Begegnung gilt nach heutigen Überlieferungen als das erste offizielle Fußballspiel zwischen zwei Vereinsmannschaften in Guadalajara.
Beide Vereine gehörten 1908 zu den Gründungsmitgliedern der Liga de Occidente, deren erste Austragung 1908/09 der inzwischen zum Guadalajara Football Club umbenannte ehemalige Club Unión vor Atlético Occidental gewann. Doch ab der folgenden Spielzeit erwuchs dem Guadalajara FC der größte Konkurrent durch die Schulmannschaft des Liceo de Varones. In den sechs Spielzeiten bis zur Saison 1913/14 machten die beiden Mannschaften die Staatsmeisterschaft ausschließlich unter sich aus und waren jeweils dreimal erfolgreich. Doch die große Rivalität der beiden Mannschaften endete 1914 abrupt mit der Auflösung der Schulmannschaft, nachdem das Liceo de Varones geschlossen worden war. Auch dem ersten Gegner des Guadalajara FC war keine lange Lebensdauer beschieden, denn 1917 folgte die Auflösung von Atlético Occidental. Ein weiterer 1908 entstandener Verein war der CD Colón, der seine beste Phase zwischen 1916 und 1920 hatte, als er einmal die Staatsmeisterschaft von Jalisco gewann und zweimal Vizemeister wurde. Er bestand immerhin bis um 1930 und nach seiner Auflösung schlossen sich seine Spieler anderen Mannschaften an.

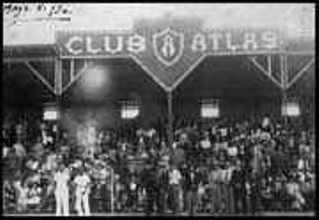
Cancha del Paradero; der 1918 eröffnete Sportplatz des Club Atlas.

Die meisten von ihnen traten zum Club Atlas über, der 1916 in dem südöstlich von Guadalajara gelegenen Vorort Tlaquepaque von einigen Jugendlichen gegründet worden war, die gerade ihr Studium in England abgeschlossen hatten, wo sie sich mit dem Fußballvirus infiziert hatten.
Die Tatsache, dass Atlas durch den Direktimport des Fußballsports aus England gegründet wurde, Chivas in diesen Sport aber durch einige in Mexiko arbeitende Ausländer eingeführt wurde, verrät viel über das ursprüngliche Milieu der beiden später bedeutendsten Vereine der Stadt. Denn die Gründungsmitglieder von Atlas entstammten allesamt Familien der lokalen Oberschicht, während der bereits zehn Jahre früher gegründete Club Deportivo Guadalajara von Anfang an zum Sammelbecken der lokalen Arbeiterschaft wurde. Diese bedeutsamen sozialen Unterschiede machten sie von Anfang an zu zwei gesellschaftlich gegensätzlichen Polen.
Bereits ihr erstes Aufeinandertreffen im Jahr 1916 verriet den unterschiedlichen Grundcharakter der beiden Teams und die gesellschaftliche Begünstigung, die Atlas in jenen Tagen erhielt. Aufgrund der skandalösen Schiedsrichterleistungen weigerte sich der Club Guadalajara, am Turnier der Spielzeit 1917/18 teilzunehmen. Der Grundstein für eine erbitterte Rivalität war gelegt. Zumal Atlas dem Club Deportivo seine bisherige Vormachtstellung streitig machte und zwischen 1918 und 1921 viermal in Folge zu Meisterehren kam. Es folgten drei Vizemeisterschaften von Atlas zwischen 1922 und 1924, in denen der CD Guadalajara die Meisterschaft ebenso gewann wie 1925, als er sich erstmals gegen den CD Nacional durchsetzen musste, der sich bis zum Ende der 1930er Jahre zum Hauptgegner des CD Guadalajara entwickelte; denn zwischen 1926 und 1939 lagen Guadalajara und Nacional mit je sechs Titeln in der Erfolgsskala gleichauf und nur einmal (1936) gelang es Atlas, deren Vormachtstellung zu brechen.
Der CD Nacional war 1917 gegründet worden und ging aus einer Mannschaft hervor, die bereits seit 1915 Fußball praktizierte. Der Name wurde in Anlehnung an die Nationale Eisenbahngesellschaft Ferrocarriles Nacionales gewählt, bei der die meisten Spieler in ihrem Hauptberuf als Arbeiter beschäftigt waren. Um diese Zeit wurden in Guadalajara einige neue Fußballmannschaften ins Leben gerufen, die nicht selten in einem bestimmten Gewerbe verankert waren. Einer von ihnen war der am 16. September 1916 im Norden der Stadt von Arbeitern der Bekleidungs- und Schuhindustrie gegründete Club Atlético Latino, der seine stärkste Phase in den 1930er Jahren hatte und diese mit der Vizemeisterschaft der Saison 1932/33 in der Staatsliga krönte.
In den letzten vier Jahren des Bestehens der Liga de Occidente, die letztmals in der Saison 1942/43 ausgetragen wurde, wurde die Meisterschaft von drei verschiedenen Mannschaften gewonnen, die ebenfalls einen bestimmten Industriezweig verkörperten und bis dato noch nicht zu Meisterehren gekommen waren. Zweimal war der von der Juwelierbranche ins Leben gerufene Club Deportivo Oro sowie je einmal Deportivo SUTAJ und der Club Deportivo Rastro erfolgreich.

## Die Vereine im Profifußball
Als in der Saison 1943/44 erstmals die neu eingeführte Profiliga ausgetragen wurde, gehörten die Traditionsvereine CD Guadalajara und CF Atlas zu den zehn Gründungsmitgliedern. Während der CD Guadalajara als einziges Gründungsmitglied neben seinem Erzrivalen Club América aus der Hauptstadt nie absteigen musste, ereilte den Club Atlas dieses Schicksal gleich dreimal. Allerdings gelang in allen drei Fällen die unmittelbare Rückkehr in die Eliteklasse des mexikanischen Fußballs. Ein Jahr später wurde zur Saison 1944/45 mit dem CD Oro eine dritte Mannschaft aus Guadalajara in die höchste Spielklasse aufgenommen.
Die drei Vereine teilten sich als Heimspielstätte den Parque Felipe Martínez Sandoval, der sich im Besitz des CD Oro befand. In diesem Stadion feierte der Club Atlas in der Saison 1950/51 seinen ersten und einzigen Meistertitel der Vereinsgeschichte und reifte wenige Jahre später die erfolgreichste Mannschaft in der Geschichte des CD Guadalajara heran, die in dem auch Parque Oro und Parque Oblatos genannten Stadion ihre ersten Meistertitel gewann. Aufgrund der zu geringen Kapazität des Stadions (15.000) gründeten die drei Vereine 1957 die Gesellschaft Clubes Unidos de Jalisco mit dem Zweck der Errichtung eines neuen Stadions.

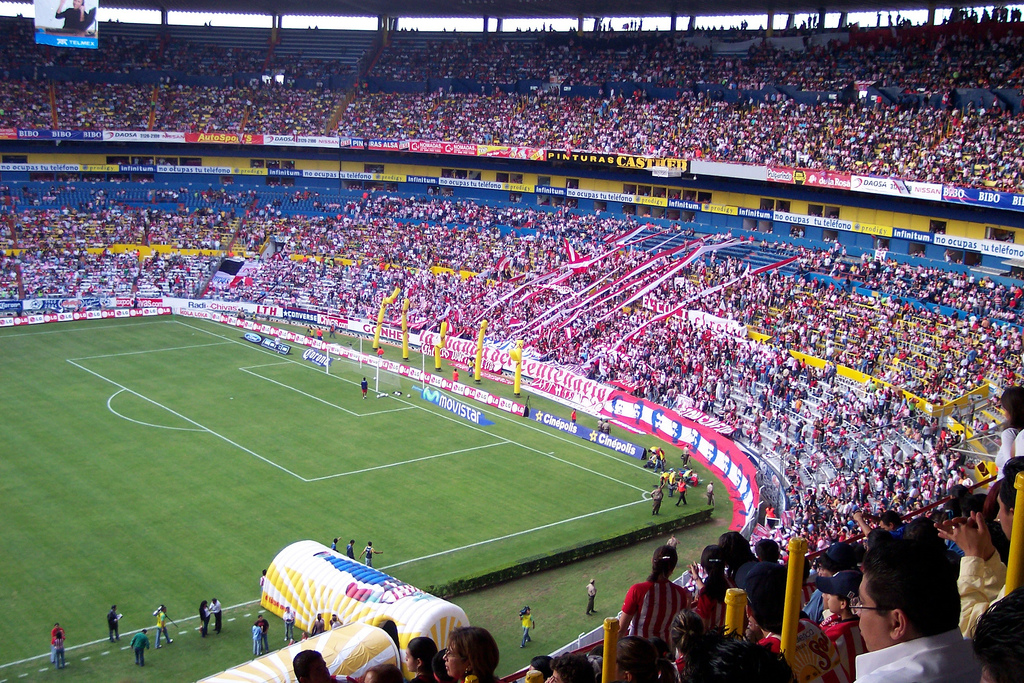
Estadio Jalisco

Ab 1960 nutzten die drei Vereine das neu erstellte Estadio Jalisco, das eine Spielstätte bei den in Mexiko ausgetragenen Fußball-Weltmeisterschaften von 1970 und 1986 war, in der die brasilianische Nationalmannschaft fast alle ihre Begegnungen bei diesen beiden Turnieren bestritt.
Der CD Nacional, der nach Einführung des Profifußballs zunächst in die Bedeutungslosigkeit zurückgefallen war, wurde zur Saison 1956/57 in die damals noch zweitklassige Segunda División aufgenommen und stieg zur Saison 1961/62 in die erste Liga auf, so dass die Stadt Guadalajara bis zu dessen Abstieg am Ende der Saison 1964/65 mit vier Vereinen in der höchsten Spielklasse Mexikos vertreten war. Nachdem zur Saison 1974/75 der Club Universidad de Guadalajara und ein Jahr später auch der andere Universitätsverein Tecos UAG in die erste Liga aufgestiegen waren, war Guadalajara zeitweise mit fünf Vereinen in der höchsten Spielklasse des mexikanischen Fußballs vertreten. Diese Epoche endete nach der Saison 1979/80, als der inzwischen in den CSD Jalisco umgewandelte Club Oro den Weg in die zweite Liga antreten musste.
Nachdem die Leones Negros sich nach der Saison 1993/94 aus der ersten Liga zurückgezogen hatten (sie kehrten später noch einmal kurzzeitig für die Saison 2014/15 in die Eliteklasse zurück) und die Tecos am Ende der Saison 2011/12 aus der ersten Liga abgestiegen waren, vertreten mittlerweile allein die beiden alten Rivalen Chivas und Atlas die Stadt in der höchsten Spielklasse Mexikos. Auch als die anderen Vereine noch in der höchsten Spielklasse vertreten waren, hatten Chivas und Atlas stets die größte Gefolgschaft und ihr als Clásico Tapatío bezeichnetes Derby stellte in der Regel alle anderen Derbys in den Schatten. Eine der wenigen Ausnahmen waren die Duelle zwischen Chivas und Oro in den frühen 1960er Jahren, als beide Vereine mehrmals im direkten Duell um die Meisterschaft kämpften. Der Höhepunkt ihrer Auseinandersetzungen war der letzte Spieltag in der Saison 1962/63, als beide Mannschaften sich im entscheidenden Spiel gegenüberstanden. Für Oro, das zu jener Zeit vom früheren Chivas-Meistertrainer Árpád Fekete trainiert wurde, wäre es der erste Meistertitel gewesen und für Chivas der fünfte Erfolg in Serie. Obwohl Chivas als Tabellenführer sogar ein Remis gereicht hätte, sicherte sich Oro durch einen 1:0-Erfolg den einzigen Meistertitel seiner Geschichte. Chivas gewann insgesamt elf Meistertitel in der mexikanischen Profiliga und war lange Zeit Rekordmeister. Als vierter Verein der Stadt waren die Tecos in der Saison 1993/94 erfolgreich.

## Übersicht der wichtigsten Vereine aus dem Großraum Guadalajara
Die nachfolgende Tabelle beinhaltet sowohl jene Vereine, die in der ersten mexikanischen Profiliga spielten als auch die Vereine, die in der zuvor auf Amateurbasis betriebenen Liga de Occidente entweder Meister oder zumindest Vizemeister wurden.
Die Sortierung erfolgt nach den folgenden Kriterien in drei Rubriken: in die erste Rubrik (Rang 1 bis 4) fallen alle Vereine, die sowohl in der 1943/44 eingeführten Profiliga spielten als auch in der Liga de Occidente erfolgreich waren. Der mit Abstand erfolgreichste Verein CD Guadalajara (Chivas) wird an erster Stelle genannt. An zweiter Stelle folgt der Hauptrivale Atlas, der als einziger neben Chivas noch in der ersten Liga vertreten ist und in der Region eine ähnlich große Anhängerschaft hat.
In der zweiten Rubrik (Plätze 5 und 6) werden die beiden Universitätsvereine aufgeführt, die erst nach Einführung des Profifußballs gegründet wurden. Anschließend folgen die Mannschaften aus der Liga de Occidente, die nie im Profifußball vertreten waren. An erster Stelle (und somit auf Rang 7) wird die mit drei Meistertiteln erfolgreichste Mannschaft des Liceo de Varones aufgeführt. Die Sortierung der beiden Mannschaften mit je einer Vizemeisterschaft (Rang 11 und 12) erfolgt in alphabetischer Reihenfolge.
| Rang | Verein              | Gründung      | Jalisco1 | Mexiko2 | Erstligazugehörigkeit im Profifußball                           |
| ---- | ------------------- | ------------- | -------- | ------- | --------------------------------------------------------------- |
| 01   | CD Guadalajara      | 1906          | 13 (9)   | 12 (9)  | seit 1943/44                                                    |
| 02   | CF Atlas            | 1916          | 5 (7)    | 1 (3)   | 1943/44–1953/54, 1955/56–1970/71, 1972/73–1977/78, seit 1979/80 |
| 03   | CD Oro              | 1923          | 2 (2)    | 1 (5)   | 1944/45–1979/80 (seit 1970/71 als CSD Jalisco)                  |
| 04   | CD Nacional         | 1917          | 7 (8)    | 0 (0)3  | 1961/62–1964/65                                                 |
| 05   | Tecos UAG           | 1971          | – (–)3   | 1 (1)   | 1975/76–2011/12                                                 |
| 06   | U. de G.            | 1970          | – (–)    | 0 (3)   | 1974/75–1993/94, 2014/15                                        |
| 07   | Liceo de Varones    | 1908 († 1914) | 3 (2)    | – (–)   | –                                                               |
| 08   | CD Colón            | 1908 († 1930) | 1 (2)    | – (–)   | –                                                               |
| 09   | CD Rastro           | ???? († ????) | 1 (1)    | – (–)   | –                                                               |
| 10   | Deportivo SUTAJ     | ????          | 1 (0)    | – (–)   | –                                                               |
| 11   | Atlético Latino     | 1916 († ????) | 0 (1)    | – (–)   | –                                                               |
| 12   | Atlético Occidental | 1908 († 1917) | 0 (1)    | – (–)   | –                                                               |

### Erläuterungen
1 Die Zahl ohne Klammer nennt die Anzahl der Meistertitel in der Liga de Occidente, die Zahl in Klammern die Anzahl der Vizemeisterschaften.

2 Die Zahl ohne Klammer nennt die Anzahl der Meistertitel in der Primera División, die Zahl in Klammern die Anzahl der Vizemeisterschaften.

3 Bei den Angaben wurde die Darstellung 0 (0) gewählt, wenn die jeweilige Mannschaft am genannten Turnier teilgenommen hat, aber keinen entsprechenden Erfolg erzielte. Die Darstellung – (–) besagt, dass keine entsprechende Teilnahme stattgefunden hat.

## Weitere wichtige Mannschaften
Der Vollständigkeit halber sei noch der 1918 gegründete Club Deportivo Imperio aus dem Bezirk La Experiencia in Guadalajaras Schwesterstadt Zapopan erwähnt, dem eine große Rolle als ehemalige Talentschmiede zufällt; denn bei ihm wurden mehr als einhundert spätere Fußballprofis ausgebildet und sieben von ihnen nahmen für Mexiko sogar an einer Fußball-Weltmeisterschaft teil.
Weitere wichtige Talentschmieden aus der Region sind der etwa 20 bis 30 km südöstlich von Guadalajara beheimatete Club Deportivo Río Grande sowie der benachbarte Club Deportivo Juanacatlán.
Eine weitere Erwähnung verdient die Selección Jalisco, die 1926 ins Leben gerufene Auswahlmannschaft des Bundesstaates Jalisco. Sie wirkte in den letzten drei Spielzeiten von 1940/41 bis 1942/43 in der Primera Fuerza, der Fußballmeisterschaft auf Amateurbasis in Mexiko, mit und setzte sich aus den besten Spielern der Mannschaften aus der Staatsliga von Jalisco zusammen.

## Übersicht der wichtigsten Stadien aus dem Großraum Guadalajara
Die nachfolgende Tabelle beinhaltet die wichtigsten Stadien in Guadalajara und der westlich gelegenen „Schwesterstadt“ Zapopan. Die Sortierung erfolgt in chronologischer Reihenfolge ihrer Eröffnung.
| Stadion                                           | Eröffnung | Kapazität | Schließung      | Eigentümer                          | Veranstaltungen |
| ------------------------------------------------- | --------- | --------- | --------------- | ----------------------------------- | --- |
| Parque del Paradero                               | 1918      | ?         | 1980            | CF Atlas                            | Liga de Occidente |
| Parque Club Guadalajara                           | 1923      | 03.000    | 1943            | CD Guadalajara                      | Liga de Occidente |
| Parque Felipe Martínez Sandoval                   | 1930      | 24.000    | 1962            | CD Oro                              | Liga de Occidente und Primera División |
| Estadio Municipal de Guadalajara                  | 1931      | 20.000    | 1950            | Stadt Guadalajara                   | diente schwerpunktmäßig als Baseballstadion |
| Estadio Olímpico de la Universidad de Guadalajara | 1951      | 04.000    | 2003            | Universidad de Guadalajara          | ? |
| Estadio Jalisco                                   | 1960      | 56.713    | noch in Betrieb | Clubes Unidos de Jalisco1           | Primera División und internationale Turniere (u. a. WM-Stadion 1970 und 1986) |
| Estadio Tres de Marzo                             | 1971      | 25.000    | noch in Betrieb | Universidad Autónoma de Guadalajara | Primera División und internationale Turniere (u. a. WM-Stadion 1986) |
| Campo Anacleto Macías Tolán                       | 1973      | 03.500    | 2007            | CD Guadalajara                      | Heimspielstätte der Nachwuchsmannschaften des CD Guadalajara, wie z. B. des Club Deportivo Tapatío in der zweiten Liga. Es befand sich auf dem geräumigen Grundstück an der Calle Colomos, das dem Verein von 1944 bis 2007 als Heimat diente. |
| Estadio Chivas                                    | 2010      | 49.850    | noch in Betrieb | CD Guadalajara                      | Primera División und internationale Turniere |

1 Organisation, die anfangs aus dem Zusammenschluss der Vereine Atlas, Chivas und Oro bestand (später schloss sich der Club Universidad de Guadalajara als vierter Verein an), um das Estadio Jalisco zu finanzieren und zu betreiben.